# Kocēni
Kocēni (ryska: Коцены) är en kommunhuvudort i Lettland.   Den ligger i kommunen Kocēnu Novads, i den centrala delen av landet, 100 km nordost om huvudstaden Riga. Kocēni ligger 62 meter över havet och antalet invånare är 905.
Terrängen runt Kocēni är platt. Runt Kocēni är det glesbefolkat, med 17 invånare per kvadratkilometer. Närmaste större samhälle är Valmiera, 5,8 km öster om Kocēni. I omgivningarna runt Kocēni växer i huvudsak blandskog.